# Onorede Ohwarieme
Onorede Ohwarieme (født 25. november 1987) er en nigeriansk amatørbokser, som konkurrerer i vægtklassen supersværvægt. Ohwarieme har ingen større internasjonale resultater, og fik sin olympiske debut da han repræsenterede Nigeria under Sommer-OL 2008. Her blev han slået ud i første runde af Jaroslavas Jakšto fra Litauen i samme vægtklasse.